# Julien Andlauer

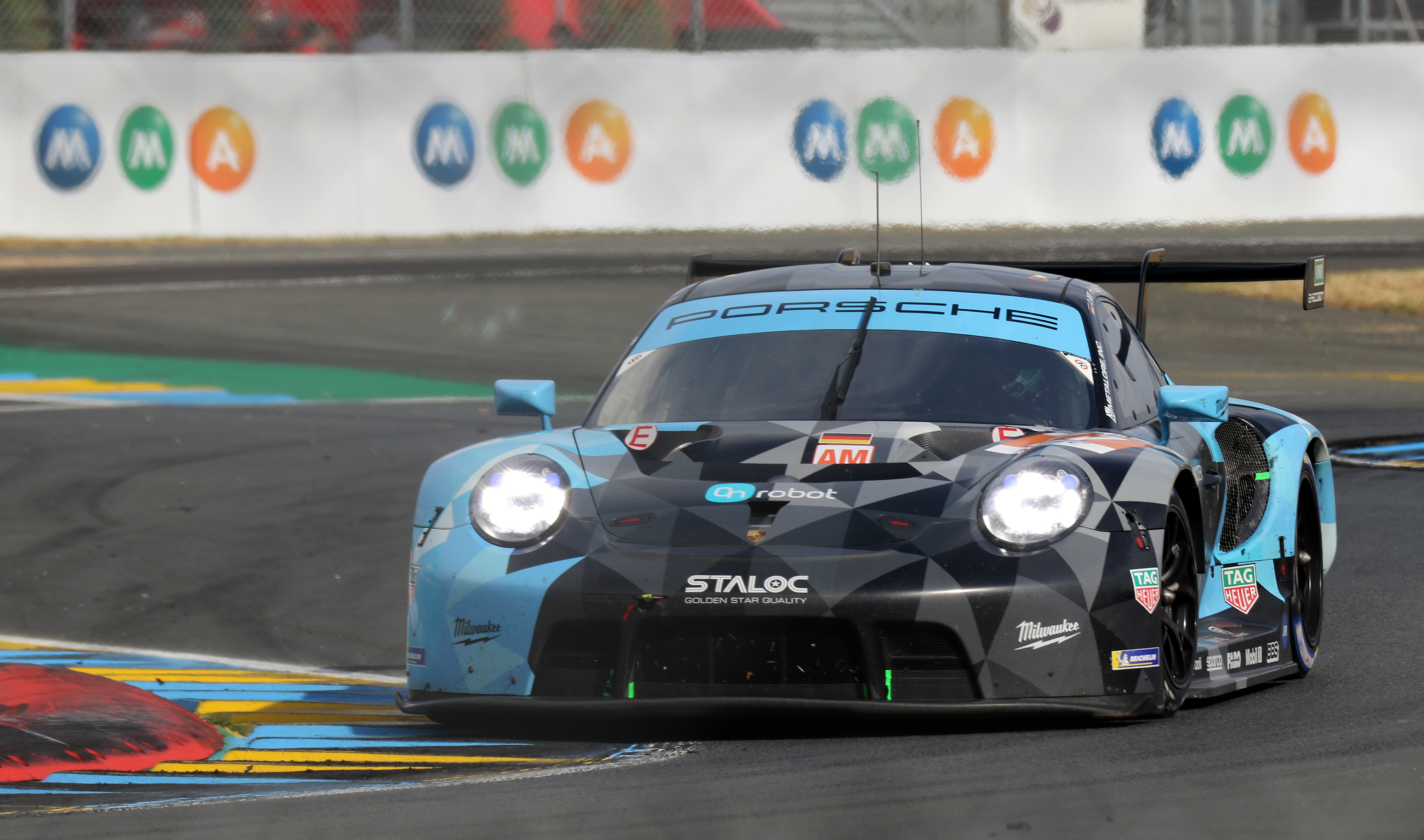
Der von Julien Andlauer beim 24-Stunden-Rennen von Le Mans 2023 gefahrene Porsche 911 RSR-19

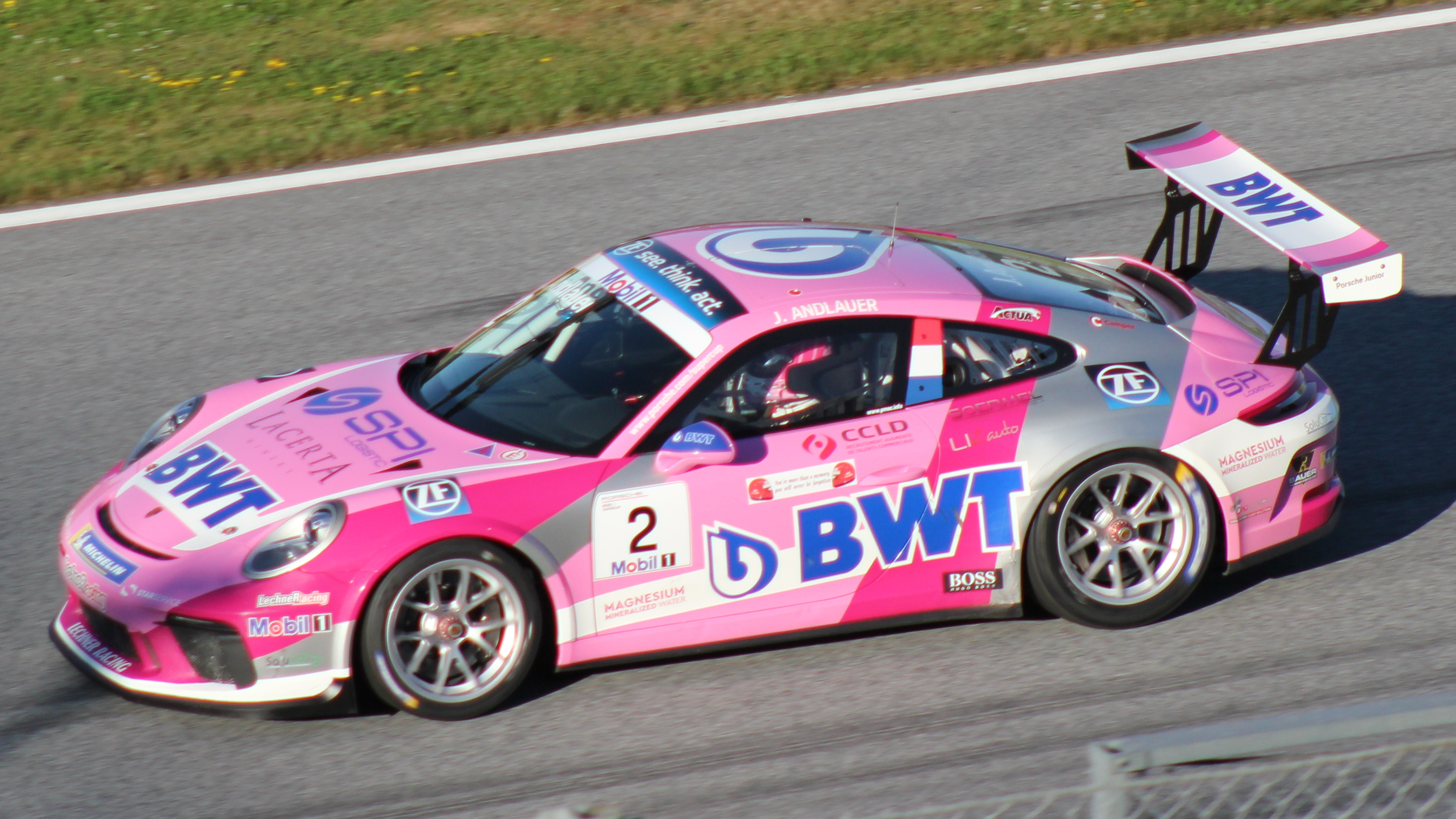
Julien Andlauer im Porsche Supercup 2019

Julien Andlauer (* 5. Juli 1999 in Pierre-Bénite) ist ein französischer Autorennfahrer.

## Karriere als Rennfahrer
Julien Andlauer wurde nach den Anfängen im Kartsport und einer Saison in der französischen Formel-4-Meisterschaft ins Nachwuchsprogramm der französischen Porsche-Händler aufgenommen. Nach einem fünften Endrang 2016 gewann er 2017 den Porsche Carrera Cup Frankreich. Nach einem zweiten Rang hinter Ayhancan Güven in der französischen Meisterschaft 2018 wechselte er im Jahr darauf ins deutsche Championat und gewann für BWT Lechner Racing die Meisterschaft.
Julien Andlauer, der 2018 Porsche-Junior-Werksfahrer wurde, debütierte im selben Jahr mit dem Sieg in der LMGT-AM-Klasse bei 24-Stunden-Rennen von Le Mans.

## Statistik

### Le-Mans-Ergebnisse
| Jahr | Team                      | Fahrzeug           | Teamkollege               | Teamkollege        | Platzierung             | Ausfallgrund |
| ---- | ------------------------- | ------------------ | ------------------------- | ------------------ | ----------------------- | ------------ |
| 2018 | Dempsey Proton Racing     | Porsche 911 RSR    | Christian Ried            | Matt Campbell      | Rang 25 und Klassensieg |              |
| 2019 | Dempsey Proton Racing     | Porsche 911 RSR    | Christian Ried            | Matt Campbell      | Rang 34                 |              |
| 2020 | Dempsey Proton Racing     | Porsche 911 RSR    | Vutthikorn Inthraphuvasak | Lucas Légeret      | Rang 36                 |              |
| 2021 | Dempsey-Proton Racing     | Porsche 911 RSR-19 | Dominique Bastien         | Lance David Arnold | Rang 42                 |              |
| 2022 | WeatherTech Racing        | Porsche 911 RSR-19 | Cooper MacNeil            | Thomas Merrill     | Rang 35                 |              |
| 2023 | Dempsey-Proton Racing     | Porsche 911 RSR-19 | Christian Ried            | Mikkel Pedersen    | Ausfall                 | Unfall       |
| 2024 | Proton Ceompetiton        | Porsche 963        | Harry Tincknell           | Neel Jani          | Rang 45                 |              |
| 2025 | Porsche Penske Motorsport | Porsche 963        | Michael Christensen       | Mathieu Jaminet    | Rang 6                  |              |

### Sebring-Ergebnisse
| Jahr | Team                                | Fahrzeug          | Teamkollege     | Teamkollege        | Platzierung | Ausfallgrund |
| ---- | ----------------------------------- | ----------------- | --------------- | ------------------ | ----------- | ------------ |
| 2022 | WeatherTech Racing                  | Porsche 911 GT3 R | Cooper MacNeil  | Alessio Picariello | Rang 21     |              |
| 2023 | Kelly-Moss with Riley               | Porsche 911 GT3 R | David Brule     | Alec Udell         | Rang 24     |              |
| 2024 | Proton Competition Mustang Sampling | Porsche 963       | Gianmaria Bruni | Alessio Picariello | Rang 8      |              |

### Einzelergebnisse in der FIA-Langstrecken-Weltmeisterschaft
| Saison  | Team                                     | Rennwagen          | 1   | 2   | 3   | 4   | 5   | 6   | 7   | 8   |
| ------- | ---------------------------------------- | ------------------ | --- | --- | --- | --- | --- | --- | --- | --- |
| 2018/19 | Proton Racing                            | Porsche 911 RSR    | SPA | LEM | SIL | FUJ | SHA | SEB | SPA | LEM |
| 2018/19 | Proton Racing                            | Porsche 911 RSR    | 24  | 25  | 17  | DNF | 18  | 20  |     | 34  |
| 2019/20 | Proton Racing                            | Porsche 911 RSR    | SIL | FUJ | SHA | BAH | AUS | SPA | LEM | BAH |
| 2019/20 | Proton Racing                            | Porsche 911 RSR    |     |     |     | 36  |     |     |     |     |
| 2021    | Proton Racing                            | Porsche 911 RSR    | SPA | POR | MON | LEM | BAH | BAH |     |     |
| 2021    | Proton Racing                            | Porsche 911 RSR    |     | 27  |     | 42  | 31  | DNF |     |     |
| 2022    | Dempsey-Proton Racing WeatherTech Racing | Porsche 911 RSR-19 | SEB | SPA | LEM | MON | FUJ | BAH |     |     |
| 2022    | Dempsey-Proton Racing WeatherTech Racing | Porsche 911 RSR-19 | 32  |     | 35  |     |     |     |     |     |
| 2023    | Dempsey-Proton Racing                    | Porsche 911 RSR-19 | SEB | POR | SPA | LEM | MON | FUJ | BAH |     |
| 2023    | Dempsey-Proton Racing                    | Porsche 911 RSR-19 | 18  | 27  | 29  | DNF | 22  | 28  | 27  |     |
| 2024    | Proton Competition                       | Porsche 963        | KAT | IMO | SPA | LEM | SAO | AUS | FUJ | BAH |
| 2024    | Proton Competition                       | Porsche 963        | 9   | DNF | 5   | 45  | 15  | 11  | 11  | 12  |
| 2025    | Porsche Penske                           | Porsche 963        | KAT | IMO | SPA | LEM | SAO | AUS | FUJ | BAH |
| 2025    | Porsche Penske                           | Porsche 963        | 10  | 11  | 12  | 6   | 3   |     |     |     |